# علم الأعراق (مجلة)
علم الأعراق هي مجلة أسسها جورج بيتر موردوك عام 1962، ونشرتها جامعة بيتسبرغ . كانت متخصصة في المقالات الإثنوغرافية والدراسات عبر الثقافات . تم إيقافه في عام 2012.
يتم نشر المجلة بشكل ربع سنوي، ويقدم أرشيفها على الإنترنت، المتاح للمشتركين، جميع المجلدات السنوية الخمسين المنشورة حتى نهاية عام 2011.  يتوفر كل عدد بصيغة الوصول المفتوح بعد 36 شهرًا من النشر. 

## روابط خارجية
- الموقع الرسمي
- ANTHROPOLOGY JOURNALS - Ethnology. Introduction, Ethnology's Intellectual Focus, Ethnology in Intellectual Space, and References